# 池田宏平
池田 宏平（いけだ こうへい、1881年〈明治14年〉12月22日 - 1905年〈明治38年〉5月30日）は、日本の海軍軍人。日本海海戦で戦死した海軍中尉である。大蔵大臣などを歴任した池田成彬は兄。従七位勲六等功四級。

## 来歴
海軍兵学校30期。山形県米沢市出身。父は米沢藩士・池田成章。同期生に百武源吾、松山茂などがおり、米沢からは今村信次郎、下村忠助など7名が入校している。兵学校卒業後の遠洋航海から帰国した1903年(明治36年)12月、海軍少尉に任官し、ほどなく日露戦争開戦を迎えた。
池田は新造駆逐艦の配置を希望し、第二駆逐隊所属の「雷」へ配属となる。日本海海戦の初日である1905年(明治38年)5月27日、日本海軍の駆逐隊、水雷艇隊はバルチック艦隊に対し夜間攻撃を実施した。午後8時15分、「雷」は北方からバルチック艦隊に肉薄。水雷長であった池田は照準を行い、魚雷発射命令を下そうとしたが、砲弾が命中。池田は左胸部に重傷を負い、部下に支えられながら発射命令を下した。
翌28日、竹敷要港部の病院に収容されたが、30日に死去。海戦での日本の勝利を告げられた際に、「万歳」の言葉を残している。池田の軍帽は兵学校の教育参考館に陳列された。

## 海兵30期戦死者
海兵30期は日露戦争で池田のほか、伊東祐麿の長男・伊東綱丸など17名が戦死した。第一次世界大戦では観戦武官・下村忠助、「高千穂」水雷長・堀江平弥が戦死。太平洋戦争時は百武を除き予備役に編入されていたが、応召したダバオ在勤武官・橋本才輔が戦病死している。

## 栄典
- 1904年（明治37年）3月18日 - 正八位[7]
- 1905年（明治38年）2月14日 - 従七位[8]